# 梅列 (伊泽尔省)
梅列（法語：Meyrié，法語發音：[mɛʁje]）是法国伊泽尔省的一个市镇，位于该省西北部，属于拉图尔迪潘区。

## 地理
梅列（45°33'34"N, 5°17'14"E）面积3.43 平方千米，位于法国奥弗涅-罗讷-阿尔卑斯大区伊泽尔省，该省份为法国东南部内陆省份，北起顺时针与安省、萨瓦省、上阿尔卑斯省、德龙省、阿尔代什省、卢瓦尔省和罗讷省。
与梅列接壤的市镇（或旧市镇、城区）包括：布尔关雅略、莱塞帕尔、莫贝克、尼沃拉-韦尔梅勒、比永河畔圣阿年。

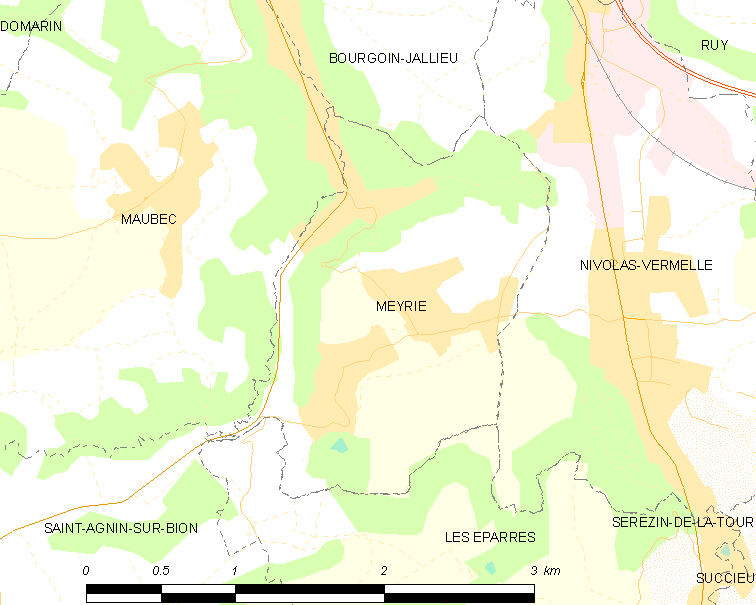
的OSM定位图

梅列的时区为UTC+01:00、UTC+02:00（夏令时）。

## 行政
梅列的邮政编码为38300，INSEE市镇编码为38230。

## 政治
梅列所属的省级选区为布尔关雅略县。

## 人口

1962-2008年间人口变化图示

梅列于2022年1月1日时的人口数量为1088人。